# L'Amateur d'art
L'Amateur d'art (ou Journal de l'amateur d'art) est une ancienne revue française mensuelle, spécialisée dans les arts plastiques. Elle eut pour vocation de faire découvrir ou mieux connaître la démarche créatrice ou les œuvres de nombreux artistes contemporains, figuratifs ou abstraits, dont Raphy, Alfred Reth, Ladislas Kijno, Jean-Pierre Ceytaire, Étienne Ritter, Joseph Espalioux, Alexis Hinsberger, Bernard Conte, Pierre Jutand, Tomaso Pomentale ou encore le sculpteur Charles Machet.
Parmi les collaborateurs les plus renommés de cette publication ont figuré, au fil des décennies, Gilbert Prouteau, Jean-Pierre Thiollet, Georges Pillement, Jacques Dubois, Pierre Mornand.
Galeriste parisien reconnu dans le milieu de l'art durant l'après-guerre, Michel Boutin en est le directeur durant les années 1970-1980. La publication cesse au début des années 1990, peu après son décès.